# Alexandre Vallaury

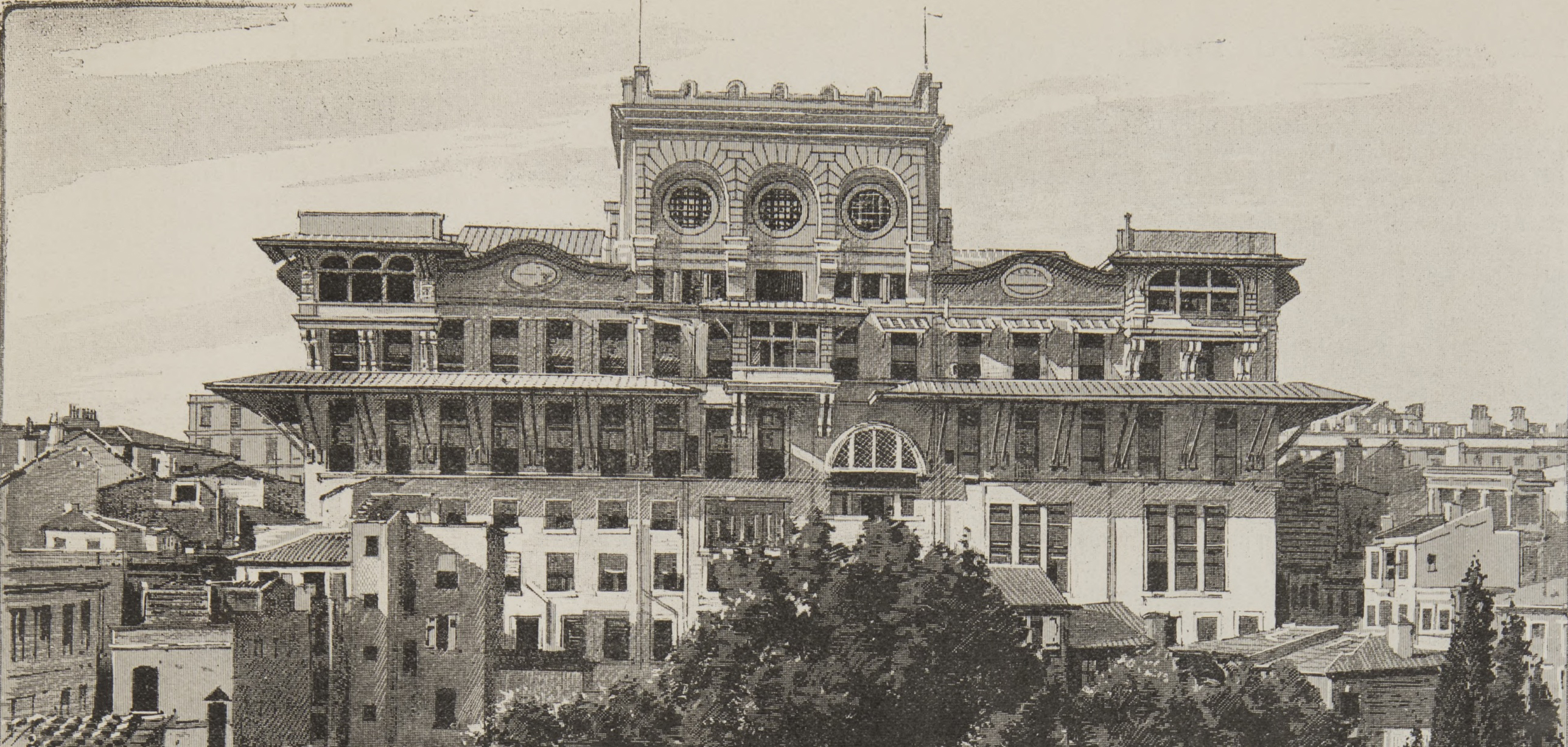
Alexandre Vallaury: Gebäude der Ottomanischen Bank, 1890

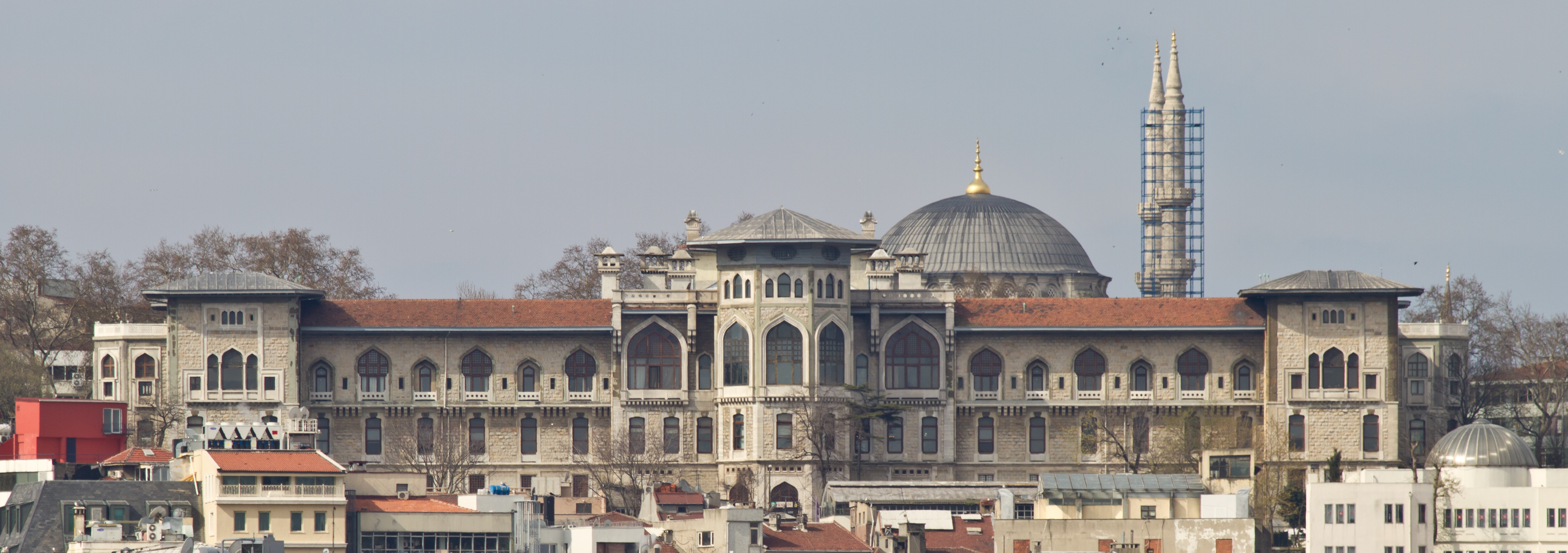
Alexandre Vallaury: Gebäude der Dette Publique Ottomane

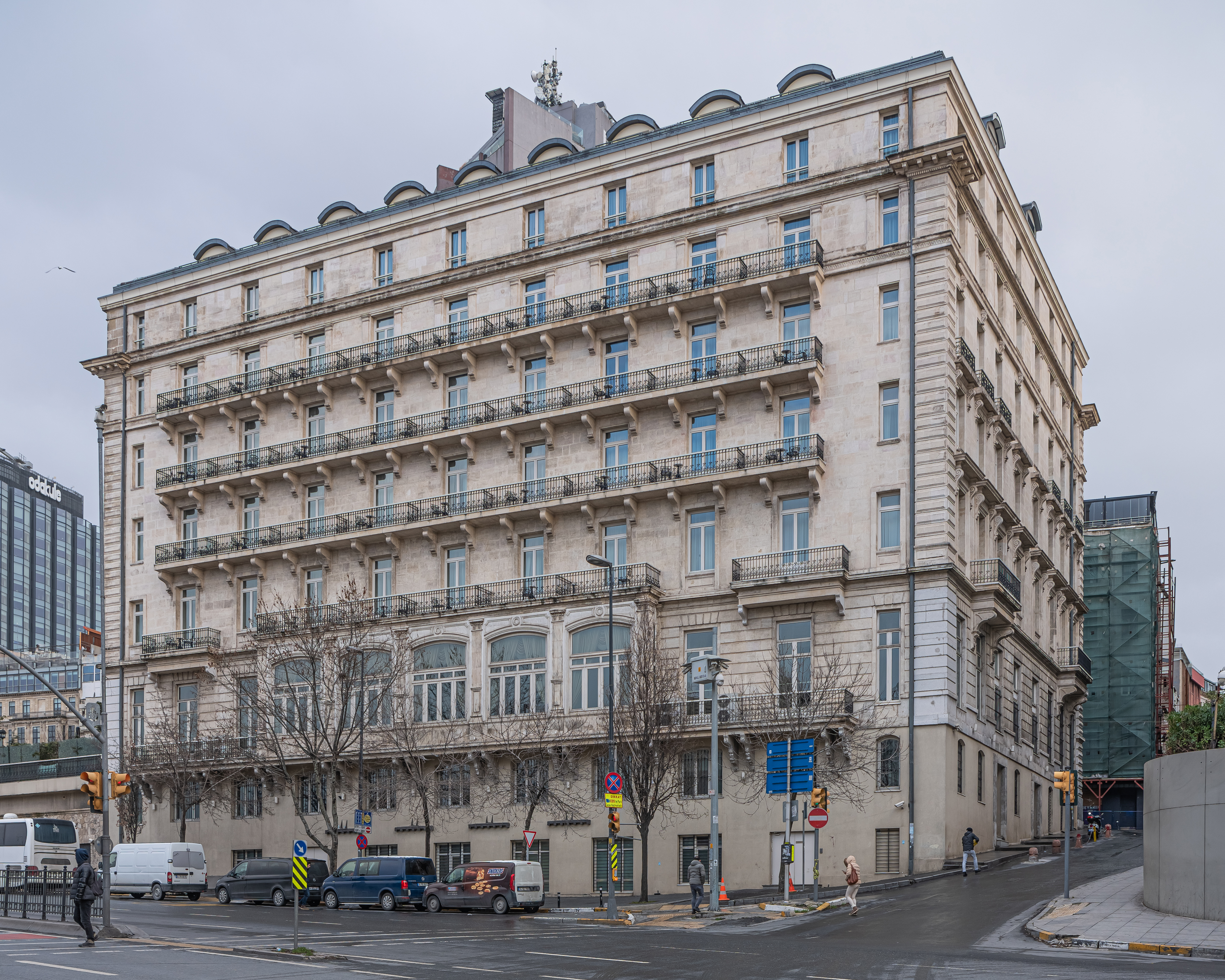
Alexandre Vallaury: Pera Palas

Alexandre Vallaury (* März 1850 in Istanbul; † 6. Mai 1921 ebenda) war ein französischer Architekt, der im Osmanischen Reich tätig war.

## Leben
Valaury gehörte zur wohlhabenden „fränkischen“, das heißt ein Gemisch aus Französisch und Italienisch sprechenden Minderheit. Sein Vater Francesco Vallaury war Zuckerbäcker und Hoflieferant der Hohen Pforte. Alexandre Vallaury machte 1869 bis 1878 seine Ausbildung an der École nationale supérieure des beaux-arts in Paris und kehrte 1880 in seine Heimat zurück, wo er eine Zusammenarbeit mit dem türkischen Archäologen und Gründer des Archäologischen Museums Istanbul Osman Hamdi Bey einging.
Vallaurys levantinisches Œuvre umfasst zahlreiche Bauten im Stil eines leicht orientalisierenden Historismus, vor allem in dem seinerzeit hauptsächlich von Europäern bewohnten Stadtteil Galata, sein bekanntestes Werk dürfte das Hotel Pera Palas sein. Vallaury wirkte auch 25 Jahre lang als Professor  und Gründer der Abteilung für Architektur an der 1882 gegründeten École des Beaux-Arts von Istanbul (Sanayi-i Nefise Mektebi, heute Mimar Sinan Universität genannt). Er erhielt zahlreiche Orden und Auszeichnungen, unter anderen den Orden der französischen Ehrenlegion (1896).

## Hauptwerke
- 1880: Café Lebon (seit 1940 Café Marquise – Markiz Pastanesi) – Beyoğlu, Istanbul
- 1881: Haus Décugis (heute Galata Antique Hotel) – Şişhane, Istanbul
- 1881–1891: Pera Palas (1881–1891) – Şişhane, Istanbul
- 1887: Hidayet Moschee (1887) – Eminönü, Istanbul
- 1890: Generaldirektion der Ottomanischen Bank – Karaköy, Istanbul
- 1891–1907: Mehrere Bauteile des Archäologischen Museums Istanbul – Sultan Ahmet, Istanbul
- 1893–1902: Haydarpasa Lyzeum (Derzeit Sitz der juristischen Fakultät der Marmara-Universität) – Haydarpaşa, Istanbul
- 1882: Gebäude des Cercle d’Orient (Serkldorian)
- 1896: Gebäude der Union Française – Şişhane, Istanbul
- 1897: Gebäude der Administration de la Dette Publique Ottomane (Heute İstanbul Lisesi) – Cağaloğlu, Istanbul
- 1898: Griechisches Waisenhaus auf der Prinzeninsel Büyükada, zweitgrößtes Holzgebäude der Welt
- 1903–1904: Osman Reis Moschee – Sariyer, Istanbul